# SMS Schleswig-Holstein
SMS Schleswig-Holstein var ett tyskt slagskepp av pre-dreadnought-typ. Schleswig-Holstein var det sist byggda fartyget av fem i Deutschland-klass, som hon bildade tillsammans med SMS Deutschland, SMS Hannover, SMS Pommern och SMS Schlesien. Hennes huvudbestyckning utgjordes av fyra 28 cm kanoner i två dubbeltorn, ett i fören och ett i aktern, och den sekundära bestyckningen av fjorton 17 cm kanoner i kasematter.
Schleswig-Holstein byggdes på Germaniawerft i Kiel och sjösattes den 17 december 1906. Den 6 juli 1908 levererades hon till den kejserliga marinen. Schleswig-Holstein kom att delta aktivt i båda världskrigen. Under första världskriget tillhörde hon den tyska Högsjöflottan och deltog i Skagerrackslaget 31 maj-1 juni 1916, där hon skadades lindrigt. Efter slaget tjänstgjorde Schleswig-Holstein som bevakningsfartyg vid floden Elbes mynning och 1917 togs hon ur aktiv tjänst. Som ett resultat av Versaillesfördraget 1919 förbjöds Tyskland från att bygga nya slagskepp med deplacement på över 10 000 ton. Schleswig-Holstein kom därför att kvarstå i tjänst långt in på 1900-talet, trots att hennes konstruktion sedan länge var föråldrad. 1935 byggdes hon om för att tjänstgöra som skolfartyg för sjökadetter.
Fartyget avlossade de första skotten i andra världskriget då hon besköt polska ställningar på halvön Westerplatte utanför Danzig (nuvarande Gdańsk) den 1 september 1939 i inledningsskedet av den tyska invasionen av Polen. Schleswig-Holstein sänktes av brittiska bombplan den 18 december  1944. Efter krigsslutet bärgades vraket av den sovjetiska flottan för att användas som skjutmål. Sedan 1990 finns fartygets skeppsklocka utställd på tyska försvarsmaktens militärhistoriska museum i Dresden.